# Institut français du Soudan
L'Institut français du Soudan (IFS) fait partie du réseau mondial des instituts français. 
Bien que le Soudan et le Soudan du Sud soient deux pays distincts, les antennes des Instituts français des deux pays sont regroupées en une seule entité dans l'organigramme de l'Institut. La première est basée à Khartoum, l'autre à Djouba.

## Historique

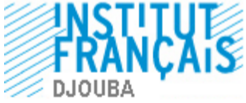
logo de l'IF de Djouba

C’est en 2011 qu’il prend officiellement l’appellation d’Institut français du Soudan (IFS), dans le cadre d’une réforme mondiale du réseau culturel et de coopération du Ministère français des Affaires étrangères et européennes initiée par la loi du 27 juillet 2010, en remplacement des activités culturelles françaises qui étaient jusque-là réunies au sein de l'association Culturesfrance.
Cette réorganisation a apporté une meilleure unité et une plus grande simplicité de gestion. Les services de coopération universitaire, éducative, linguistique et culturelle de l’Ambassade de France ont ainsi fusionné pour devenir l’Institut français du Soudan. Ils entretiennent des liens étroits avec le Consulat général ainsi que le bureau de l'Alliance française du pays et les autorités nationales et locales.

## Rôle éducatif
Le but premier de l'Institut est de proposer des cours, formations et examens de français à un public aussi large que possible. Ainsi, l'IFS est accrédité pour faire passer et délivrer différentes certifications internationales, comme: le DELF, le DALF, le TCF, le DELF Prim, le DELF Junior, et le TCF Québec,.

## Activités culturelles
Le centre culturel de l'institut participe à la scène culturelle locale, en créant des centaines d'évènements annuels à visée nationale, régionale ou locale, selon les projets[réf. nécessaire]. L'IFS participe également à des évènements externes, dans le cadre de la promotion de la culture et des échanges entre la France et les deux "Soudans" et développe des partenariats avec d'autres entités gouvernementales ou non-gouvernementales.
Ainsi, en 2014, l'institut français de Khartoum a aussi développé des projets de parution de livres.

## Informations complémentaires
La médiathèque de l'institut de Khartoum abrite 9 000 livres, 450 DVD, un choix de 21 périodiques nationaux et internationaux, ainsi que 5 postes Internet.